# Берешть (Морунглав, Олт)
Берешть, Берешті (рум. Bărăști) — село у повіті Олт в Румунії. Входить до складу комуни Морунглав.
Село розташоване на відстані 155 км на захід від Бухареста, 17 км на захід від Слатіни, 29 км на північний схід від Крайови.

## Населення
За даними перепису населення 2002 року у селі проживали 472 особи, усі — румуни. Усі жителі села рідною мовою назвали румунську.